# Sint-Willibrorduskerk (Rijkevorsel)

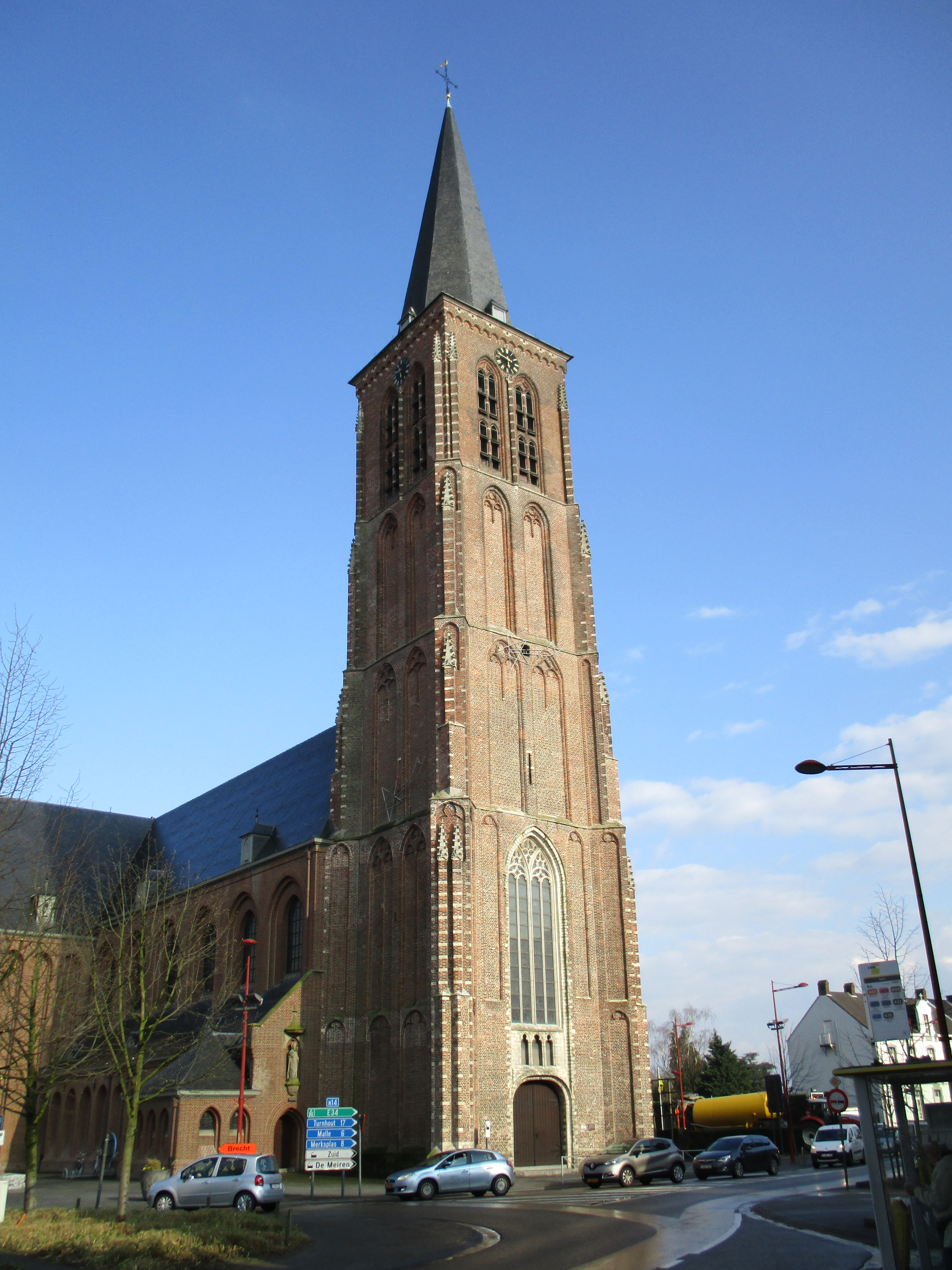
Sint-Willibrorduskerk

De Sint-Willibrorduskerk is de parochiekerk van de plaats Rijkevorsel in de Belgische provincie Antwerpen. De kerk is gelegen aan Dorp 1.

## Geschiedenis
De parochie van Rijkevorsel is al oud en in 1194 werd bevestigd dat het patronaatsrecht van de kerk aan het Onze-Lieve-Vrouwekapittel te Antwerpen kwam. De parochies van Hoogstraten, Vlimmeren en Wortel zijn mogelijk afsplitsingen van die van Rijkevorsel.
Uiteindelijk werd er een kerk gebouwd met een 15e-eeuwse kern die in de 16e eeuw, naar ontwerp van Rombout II Keldermans, in laatgotische stijl werd gebouwd. Eind 16e eeuw werd het transept en het koor geheel verwoest. Pas in 1882 werd een nieuw koor en transept gebouwd, naar ontwerp van Pieter Jozef Taeymans.
Op 26 september 1944 werd de kerk door oorlogsgeweld verwoest. Een nieuwe bakstenen kerk werd gebouwd in moderne gotiek, naar ontwerp van Joseph Louis Stynen en Pol Berger. De toren werd in 1950-1952 gerestaureerd in de oorspronkelijke stijl. Op het voormalige kerkhof werd in 1953 een gevelfragment van de oorspronkelijke kerk gereconstrueerd.

## Gebouw
De gotische westtoren is van 1505-1525 en heeft vijf geledingen. De ingesnoerde naaldspits werd bij de restauratie van de toren met nog 7 meter verhoogd. De wanden bevatten metselaarstekens. In de tweede geleding vindt men een glas-in-loodraam door Jan Huet, voorstellende musicerende engelen.

## Interieur
De modern gotische zaalkerk bezit beelden van Sint-Barbara (omstreeks 1525) en Sint-Willibrord (1654). Uit de eerste helft van de 18e eeuw is een Sint-Anna-te-Drieën. Ook in de kerk zijn glas-in-loodramen, vervaardigd door Jan Huet.
De kerk bezit een eiken communiebank (1775) en een hardstenen doopvont met messing deksel (eerste helft 17e eeuw). Het orgel werd vervaardigd door Gerard D'Hondt.